# 武漢天河国際空港
武漢天河国際空港（ぶかんてんかこくさいくうこう、簡: 武汉天河国际机场、英: Wuhan Tianhe International Airport）は、中華人民共和国・湖北省 武漢市黄陂区に位置する国際空港である。全国8大地域的中枢空港（ハブ空港）の1つ、対外開放Ⅰ類口岸、国際線代替空港である。貨物運輸において中国郵政航空の焦点空港である。

## 概要
- 開港：1995年4月15日
- 航空旅客数：2312.94万人（2017年）
  - うち国際線旅客数 262.6万人（2017年）
- 航空貨物取扱量：18.5万トン（2017年）
- 中国中部地方の中枢空港であり、北アメリカ、ヨーロッパ、オセアニア、アジアの四大州に通航し、通航する海外都市数も中国中部において1位となる。
  - 日本の都市では、東京（成田）、名古屋（中部）、大阪（関空）、福岡との間で定期国際便が運航されている。

## 年表
- 1985年7月1日 : 中国・国務院と中央軍事委員会が新空港を武漢天河空港跡地に建設する計画を批准。
- 1991年12月16日 : 建設開始。
- 1995年4月15日 : 開港。
- 1997年11月28日 : 中国民航の体制改革により、湖北管理局から空港経営を分離独立。
- 1998年5月28日 : 空港管理会社である武漢天河機場有限責任公司が設立。
- 2000年11月：民用航空総局に「国際空港」に指定される。
- 2004年3月5日：北京首都国際空港株式有限公司が武漢天河機場有限責任公司の株式を51%接収し、湖北空港集団公司が発足。
- 2004年12月29日：第2ターミナルを含む2期拡張工事を起工。
- 2006年10月：国家民用航空局と湖北省人民政府が武漢を全国初の航空運輸総合改革拠点に指定し、武漢空港をコアとする華中地域のマルチ交通中枢を構築。
- 2008年4月15日 : 第2ターミナル 供用開始。第1ターミナルの改修・第3ターミナルと第2滑走路の建設が決定。
- 2009年6月 : 新国際ターミナル 建設開始。同年、年間航空旅客数が1000万人を突破。
- 2010年5月 : 第3ターミナル 建設開始。
- 2012年3月 : 旧国際線ターミナルとして使っていた第1ターミナルのボーディングブリッジが撤去され、104番スポットをエアバスA380が駐機できるように改築。
- 2012年4月 : 新国際ターミナル拡張工事完了。
- 2015年2月28日：湖北空港集団公司の財産権が北京首都国際空港股份有限公司から湖北省人民政府に移転される。湖北空港集団有限公司が発足。
- 2015年3月：外国人の航空便乗継者の72時間ビザ免除政策を施行開始。
- 2016年8月18日 : 第2滑走路供用開始。
- 2016年12月17日：年間航空旅客数が2000万人を突破。
- 2017年8月31日 : 第3ターミナル供用開始。
- 2020年1月23日13時：新型コロナウイルス感染拡大に伴い、空港を一時閉鎖。

## 就航路線

### 国内線
ここで挙げる路線は、当空港との間に週1便以上の定期便がある路線。
- 首都航空 (JD) 
  - 大連、恩施、海口、フフホト、麗江、三亜、アモイ
- 成都航空 (EU) 
  - 成都、南寧、台州、温州
- 重慶航空 (OQ) 
  - 重慶
- 北部湾航空 (GX) 
  - 南寧
- 海南航空 (HU) 
  - 北京、海口、蘭州、連城、青島、三亜、瀋陽、温州、ウルムチ、珠海
- 華夏航空 (G5) 
  - 重慶
- 昆明航空 (KY) 
  - 昆明
- 四川航空 (3U) 
  - 重慶、成都、ハルビン、南寧、南通
- 山東航空 (SC) 
  - 貴陽、済南、南寧、青島、アモイ、煙台、銀川
- 深圳航空 (ZH) 
  - フフホト、南寧、深圳、瀋陽
- 天津航空 (GS) 
  - 漢中、海口、三亜、天津
- ウルムチ航空 (UQ) 
  - ウルムチ
- 西部航空 (PN) 
  - 重慶、福州
- アモイ航空 (MF) 
  - 福州、杭州、昆明、蘭州、綿陽、泉州、天津、ウルムチ、太原、西寧、アモイ、銀川
- 幸福航空 (JR) 
  - 黄山、張家界
- 祥鵬航空 (8L) 
  - 大連、麗江、昆明、青島
- 中国東方航空 (MU) 
  - 北京、成都、大理、大連、大同、恩施、広州、杭州、海口、蘭州、昆明、寧波、攀枝花、上海虹橋、上海浦東、瀋陽、三亜、深圳、太原、温州、ウルムチ、西安、シリンホト、アモイ
- 中国国際航空 (CA) 
  - 北京、長春、重慶、成都、広州、海口、臨汾、青島、瀋陽、深圳、西安、シリンホト、アモイ、珠海
- 中国南方航空 (CZ) 
  - 北京、北海、長春、成都、大連、恩施、広州、貴陽、ハルビン、海口、杭州、フルンボイル、昆明、麗江、南寧、寧波、三亜、汕頭、上海浦東、瀋陽、深圳、十堰、天津、ウルムチ、アモイ、温州、西安、西寧、シーサンパンナ、唐山
- 浙江長龍航空 (GJ) 
  - 杭州、興義

### 国際線

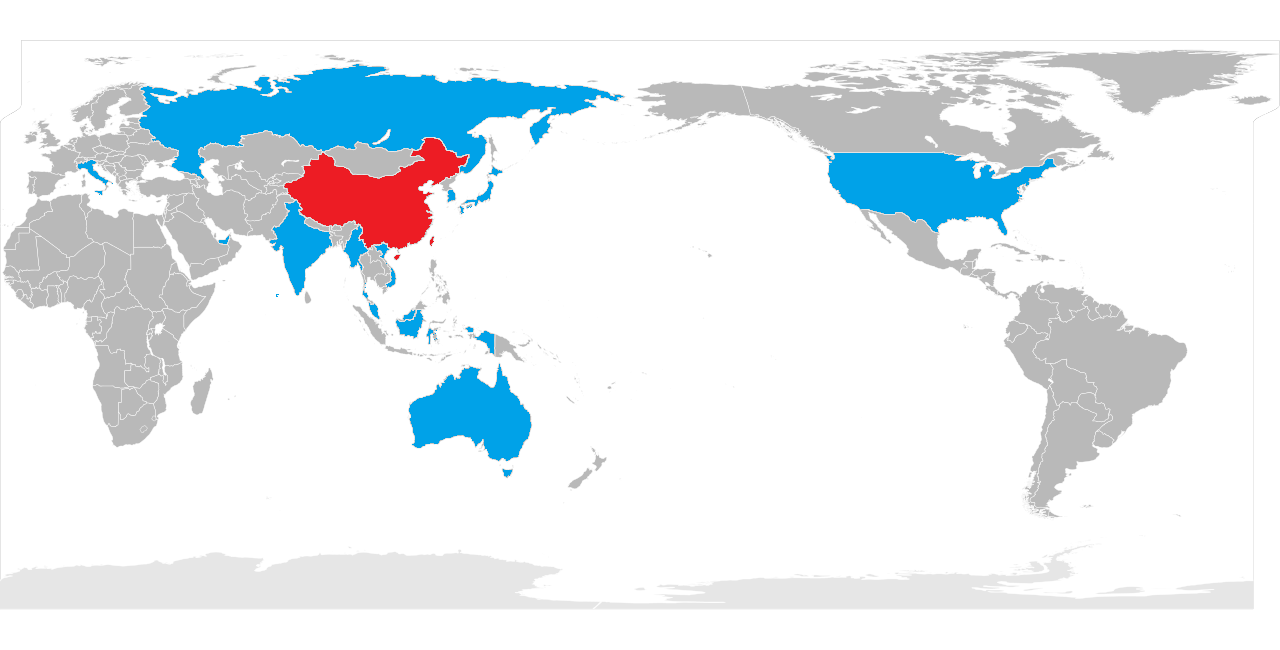
就航国

| 航空会社                          | 就航地 |
| --------------------------------- | --- |
| 中国東方航空 (MU)(ST)             | 【東アジア】 香港、台北/桃園、高雄、東京/成田、大阪/関西 【東南アジア】 バンコク/スワンナプーム、シンガポール、ハノイ、クアラルンプール 【オセアニア】 シドニー                                                             |
| 中国南方航空 (CZ)                 | 【東アジア】 台北/桃園、高雄、東京/成田 【東南アジア】 ホーチミンシティ、プーケット 【中東】 ドバイ 【北米】 サンフランシスコ 【ヨーロッパ】 ロンドン/ヒースロー、モスクワ/シェレメーチエヴォ(2025年9月9日より運航再開予定) |
| 中国国際航空 (CA)(SA)             | マカオ |
| キャセイパシフィック航空 (CX)(OW) | 香港 |
| マンダリン航空 (AE)               | 台北/松山 |
| 大韓航空 (KE)(ST)                 | ソウル/仁川 |
| ティーウェイ航空 (TW)★            | ソウル/仁川（2025年5月22日再開） |
| タイ・エアアジア (FD)★            | バンコク/ドンムアン |
| エアアジア (AK)★                  | コタキナバル |
| スクート (TR)★                    | シンガポール |

### 貨物便
| 航空会社          | 就航地     |
| ----------------- | ---------- |
| 順豊航空 (O3)     | 杭州、深圳 |
| 中国郵政航空 (CF) | 南京       |

## 施設

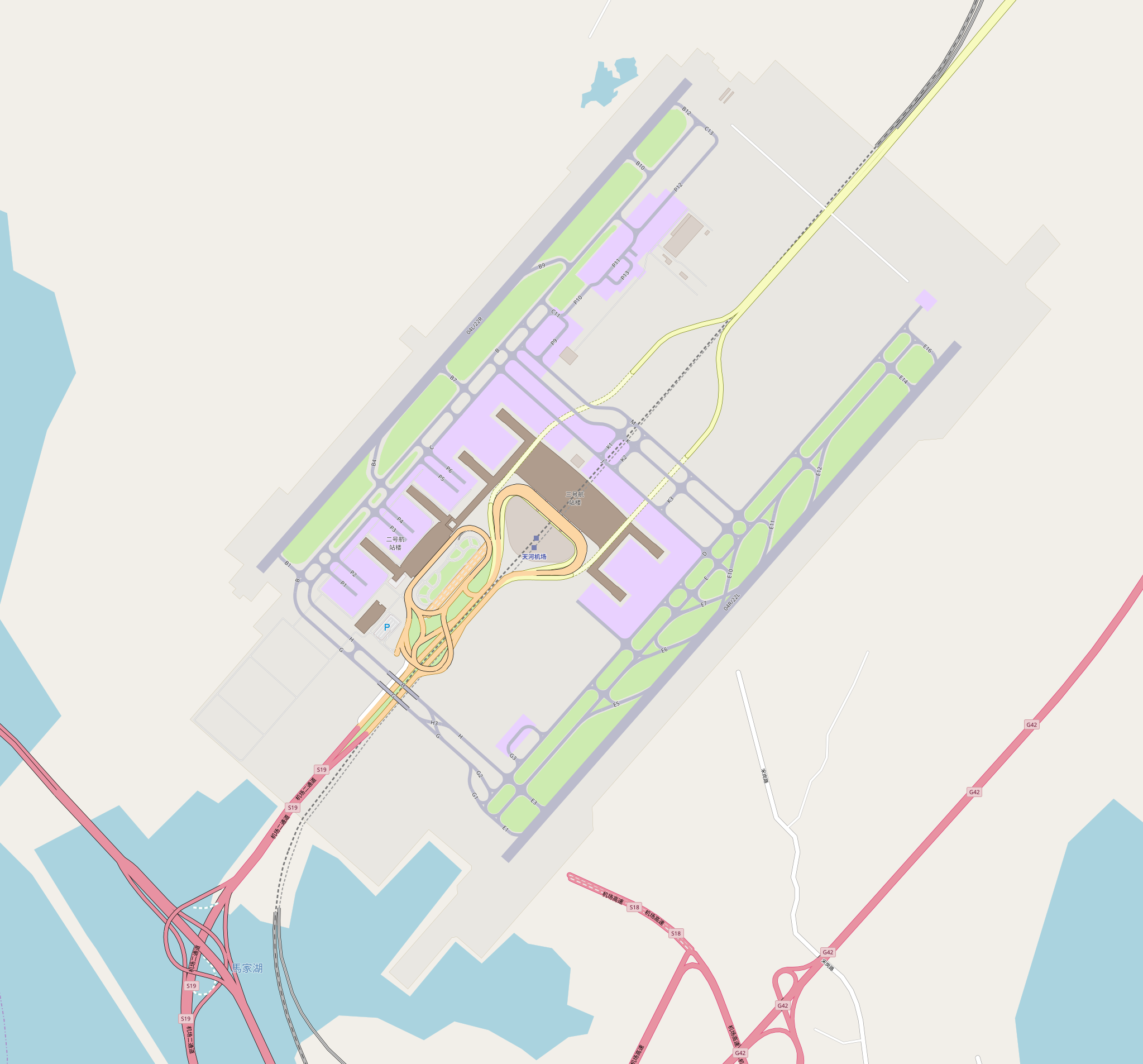
滑走路とターミナル

### ターミナルビル

#### 旧ターミナル1（旧 国際線ターミナル）
開港当初から運用されていたターミナルビル。

ターミナル2供用前は国内線・国際線の両方が利用していた。

ターミナル2が供用した後に、国際線ターミナルとして使用していたが、2010年10月28日から運用停止。のちに、空港事務所に改築した。2015年5月3日に解体工事開始。現在、旧国際線ターミナルの敷地は第3ターミナルの一部にあたる。

#### 新ターミナル1（新 国際線ターミナル）

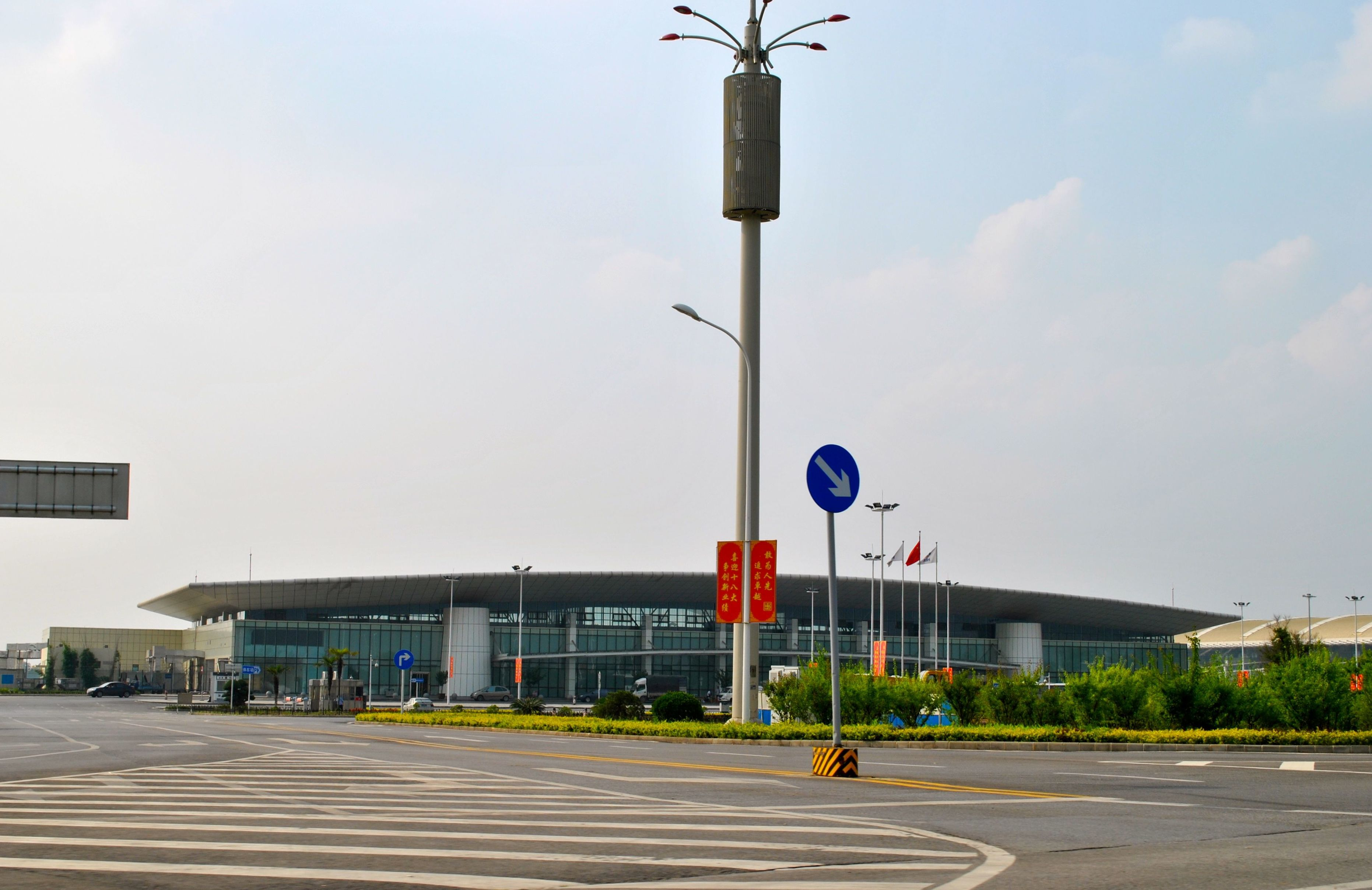
第1ターミナル

新ターミナル1（新国際線ターミナル）は、2009年6月に着工、2010年末に竣工し、供用が始まった。

2012年2月6日に拡張工事を開始、同年4月9日に竣工した。

2017年、ターミナル3の運用開始に伴い、チャーター便専用ターミナルに改築する予定。

#### ターミナル2（国内線 ターミナルビル）

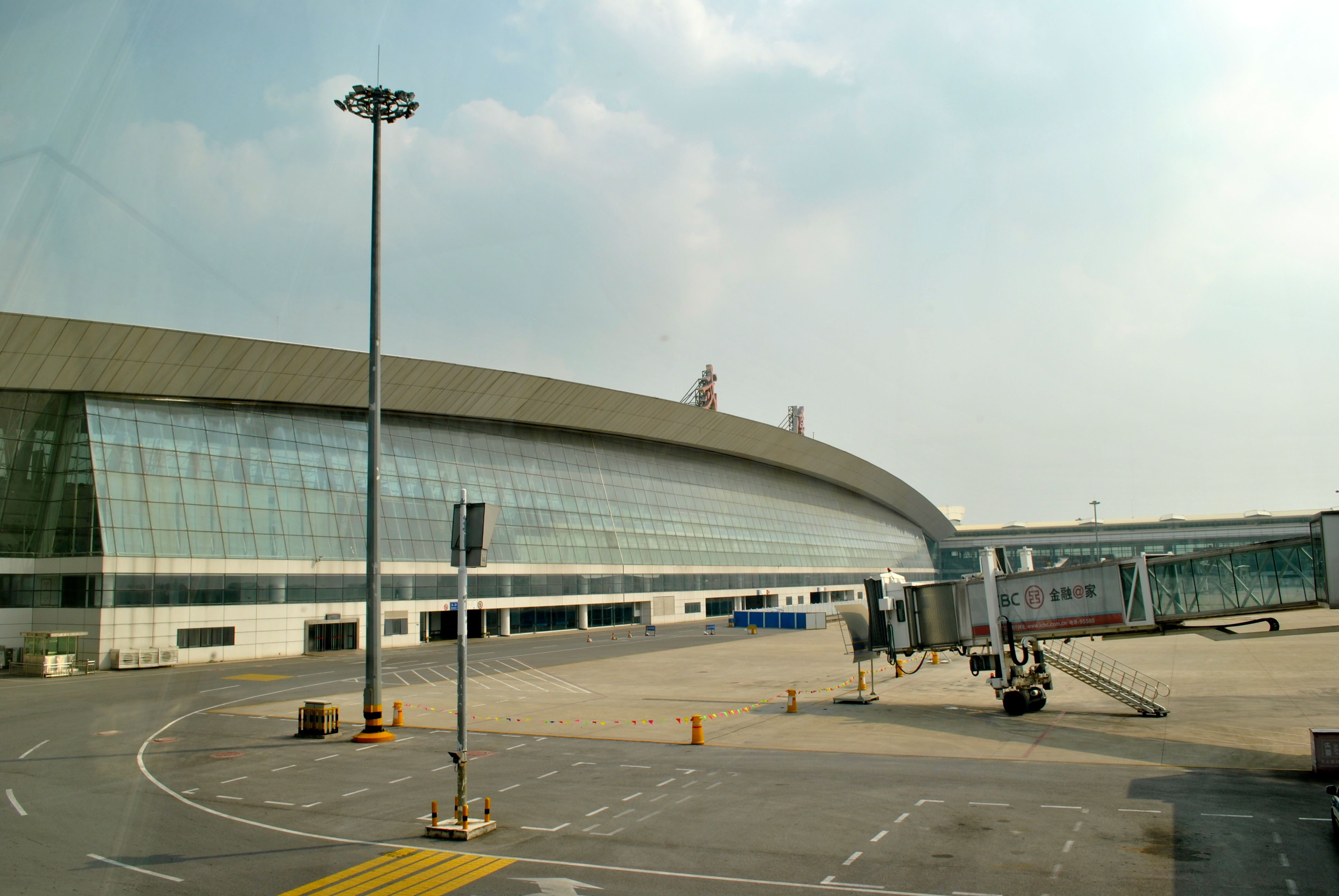
第2ターミナル

ターミナル2は、2004年12月末に着工し、2008年4月15日に供用開始する。2017年8月31日にT3ターミナルの供用に伴い、第2ターミナルの拡張・改造工事を行う予定。

面積は23万平方メートルで、2つの「U」の様な設計である。

地下1階は設備室と駐車場、1階は到着ロビー、2階は出発ロビーである。

ボーディングゲートが24ヶ所あり、保安検査の通路が26ヶ所ある。

ターミナルに無料Wi-Fi （ワイファイ）が整備され、インターネット接続が可能である。

#### ターミナル3

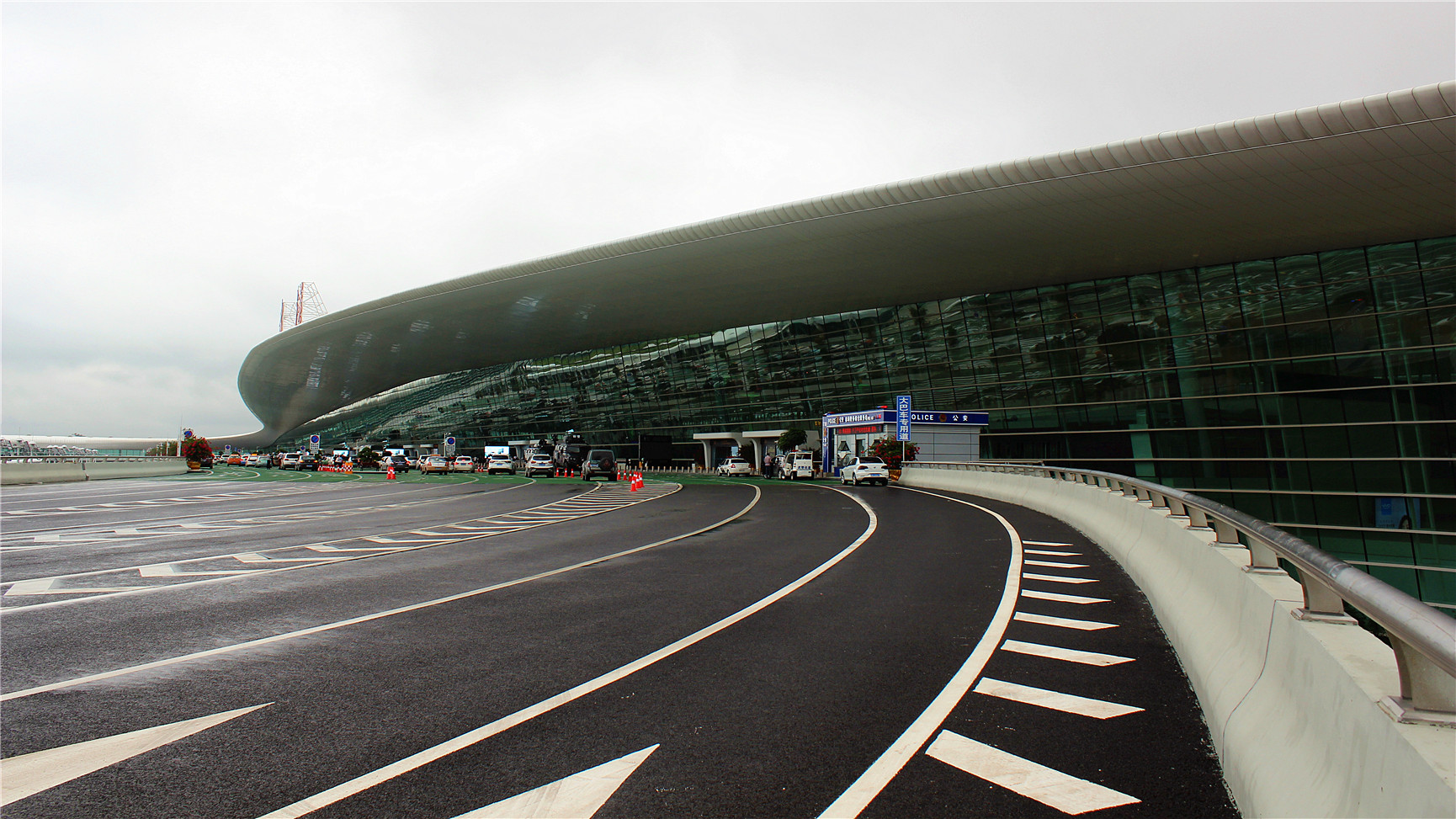
第3ターミナル

第3ターミナル、第2滑走路、総合交通センターなど含めた第3期工事は湖北省と武漢市が合計159.59億人民元を投資して建設している。

うち、第3ターミナルはT2への連絡通路を含めて建物面積が51.983万㎡。中国中部最大であり中国4番目の空港ターミナルビルとなる。

2016年12月に竣工し、2017年8月31日に開業する。

第3ターミナルの開業に伴い、国内・国際便含めた全ての搭乗手続きは第3ターミナルに移管され、第2ターミナルの運営を一時中止し改造工事を着工する予定。

将来、第四期拡張計画として現存第3ターミナルの北側でサテライトターミナルを建設する予定がある。

##### T3ターミナルの各階別の使用状況
4F：国際・国内線出発
3F：国際線到着
2F：国際・国内線到着、国内線出発
1F：出迎えロビー
B1：荷物積み降ろし場、地下駐車場

##### T3ターミナルにある各航空会社のチェックインカウンター（2018年6月10日現在）
国内線：
J01～J20：中国南方航空（CZ）、重慶航空（OQ）
F01～F20：中国東方航空（MU）、上海航空（FM）
K01～K20：中国国際航空（CA）、深圳航空（ZH）
E01～E20：その他航空会社
国際、香港・マカオ・台湾線：
G01～G06：中国東方航空（MU）
G11～G14：中国国際航空（CA）
H11～H20：中国南方航空（CZ）
G07～G10、G15～G20、H01～H10：その他航空会社

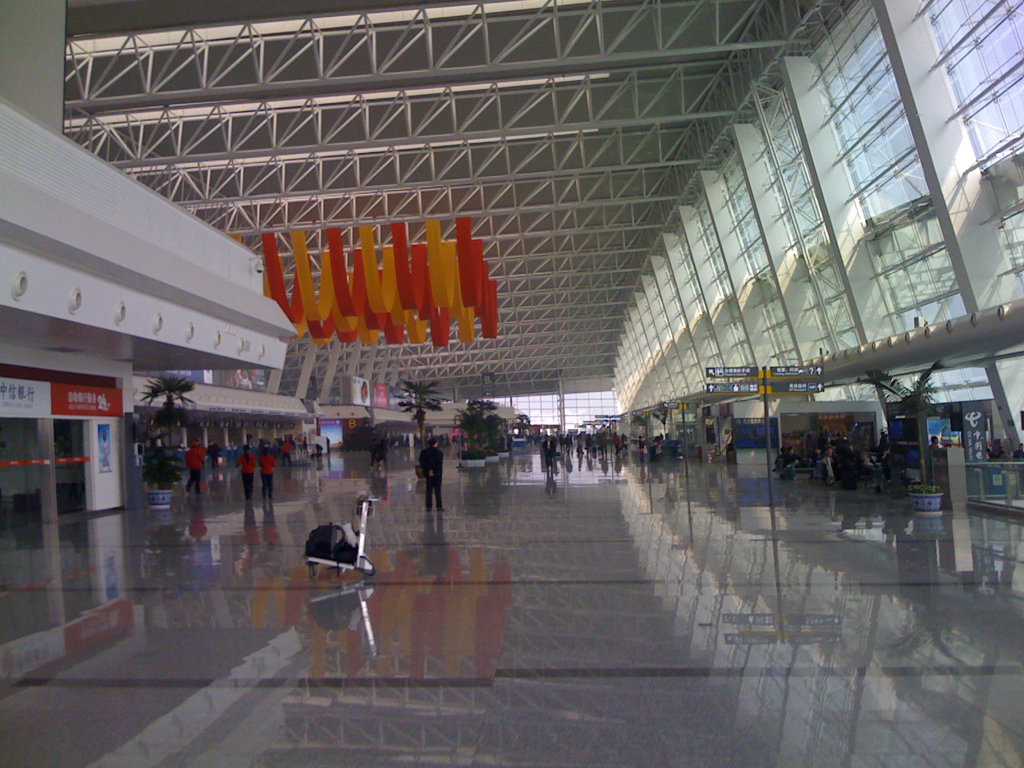
第2ターミナル出発ロビー
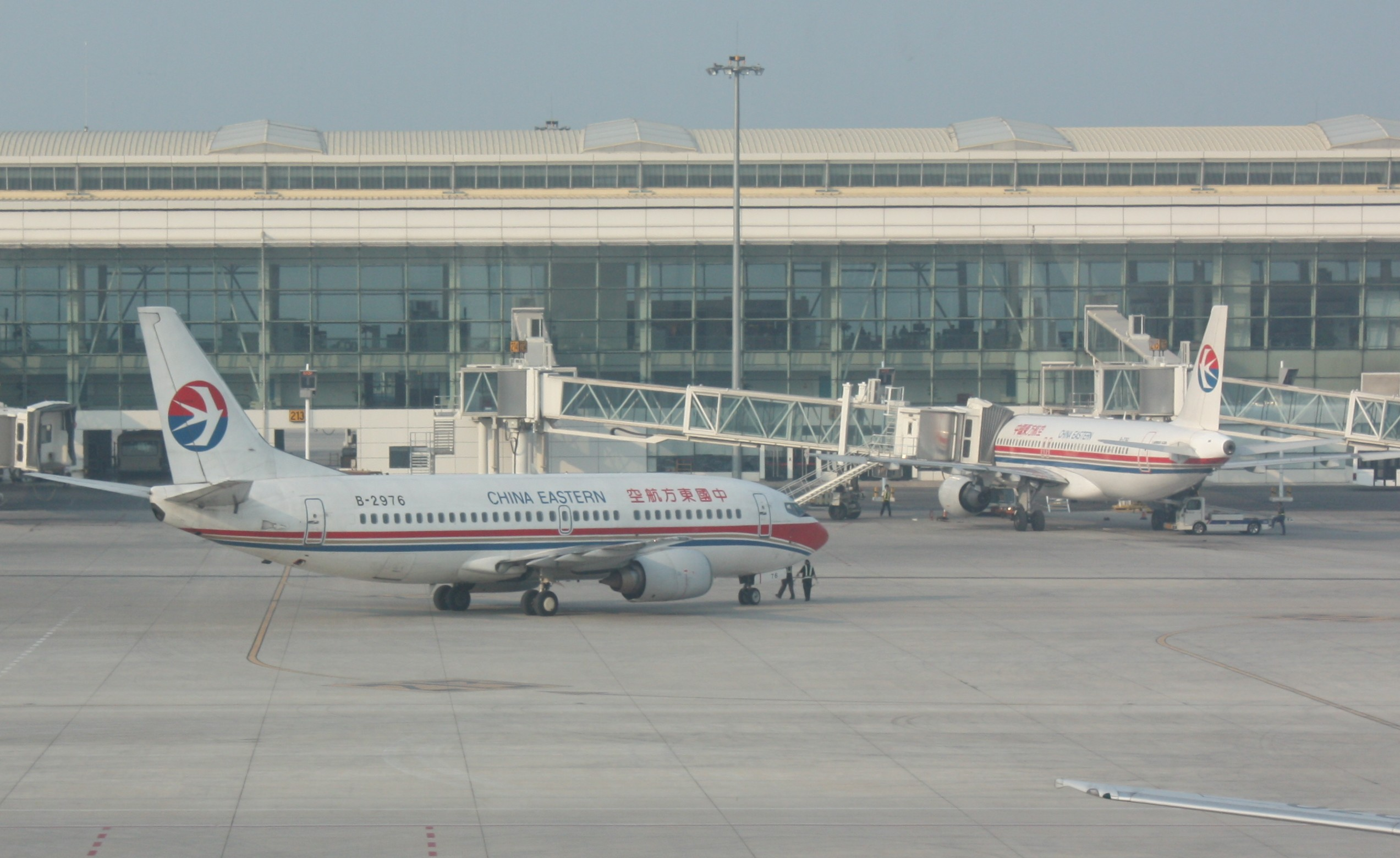
第2ターミナルに接近中の中国東方航空の機材
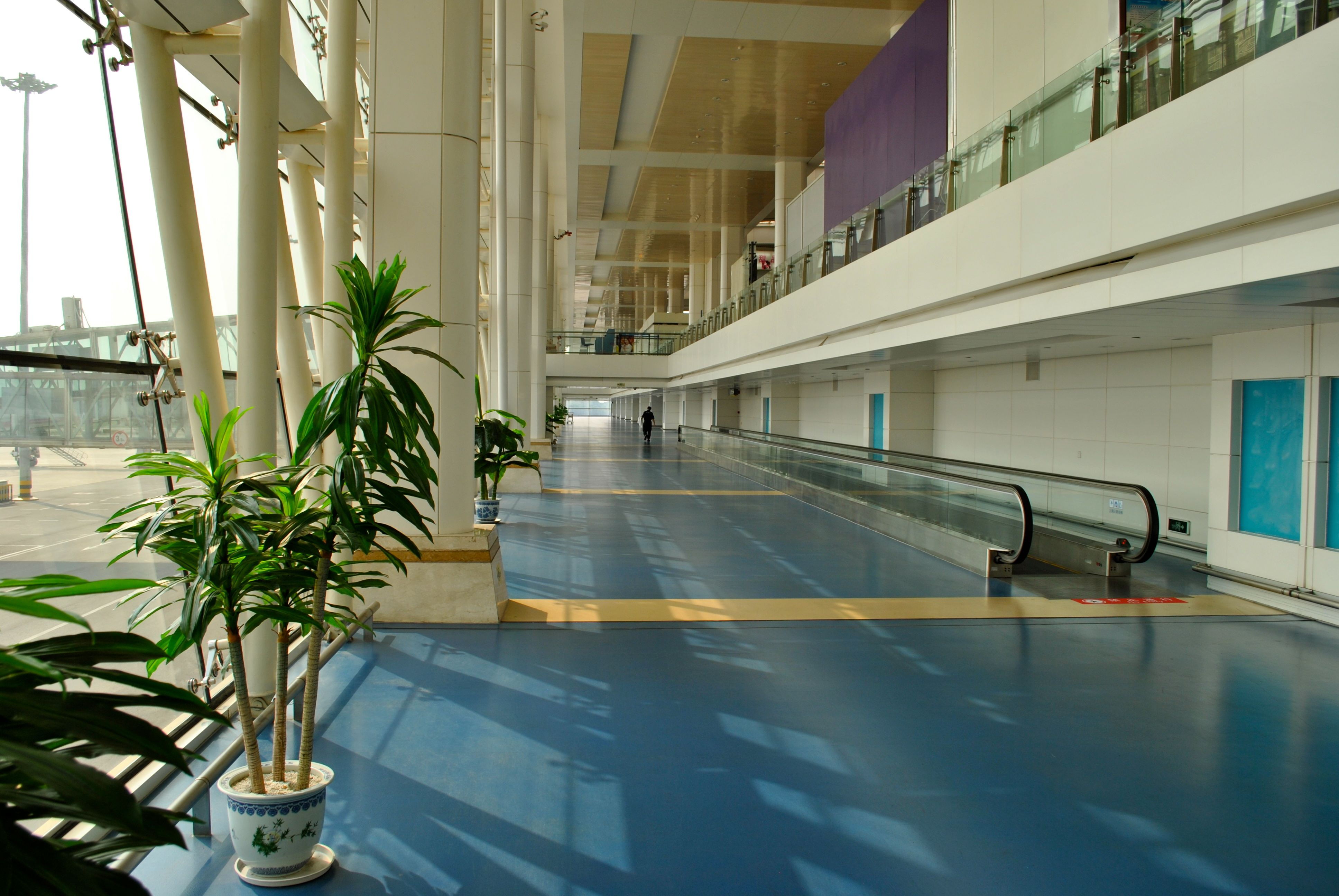
動く歩道（第2ターミナル内）
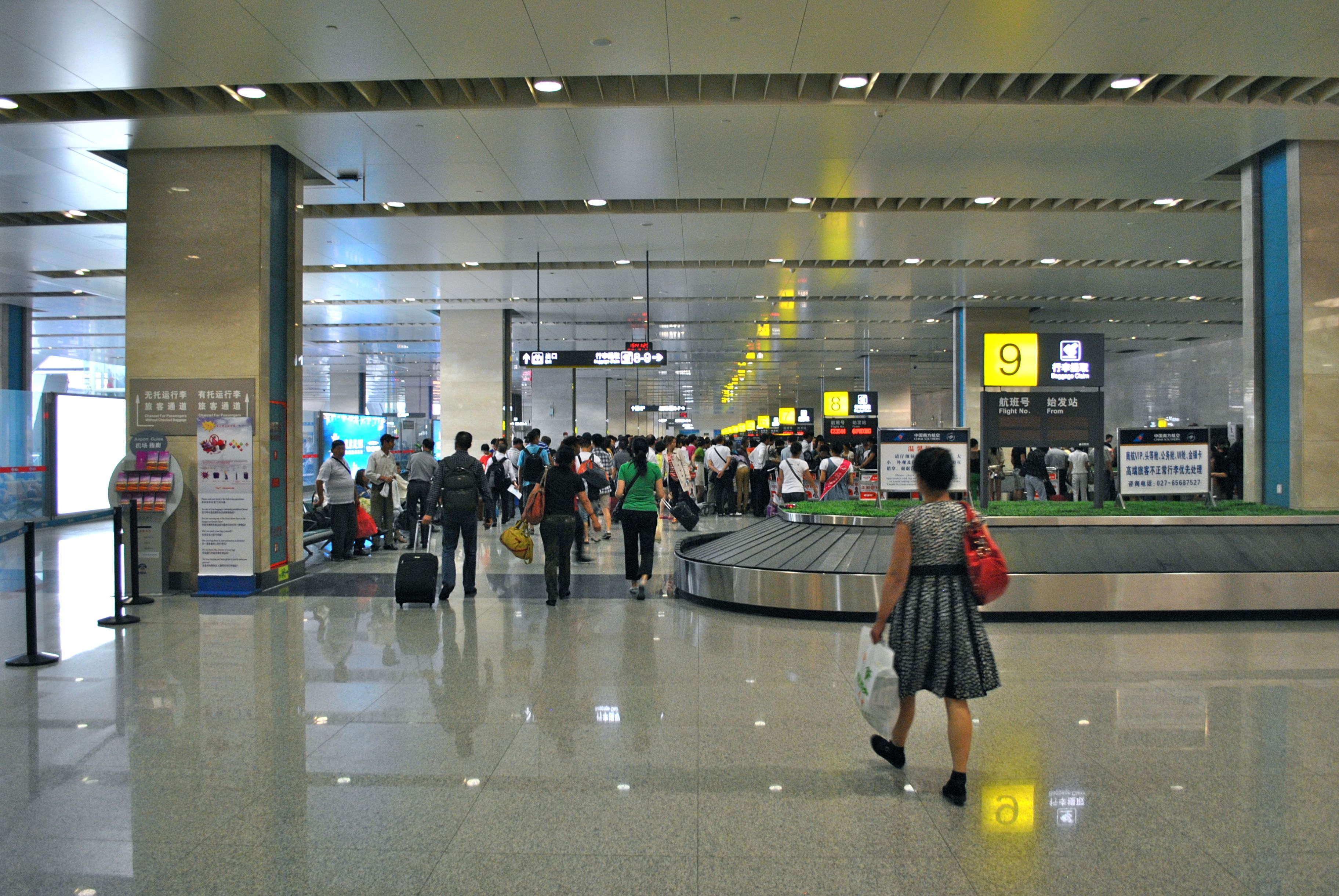
バゲージクレームエリア（第2ターミナル内）
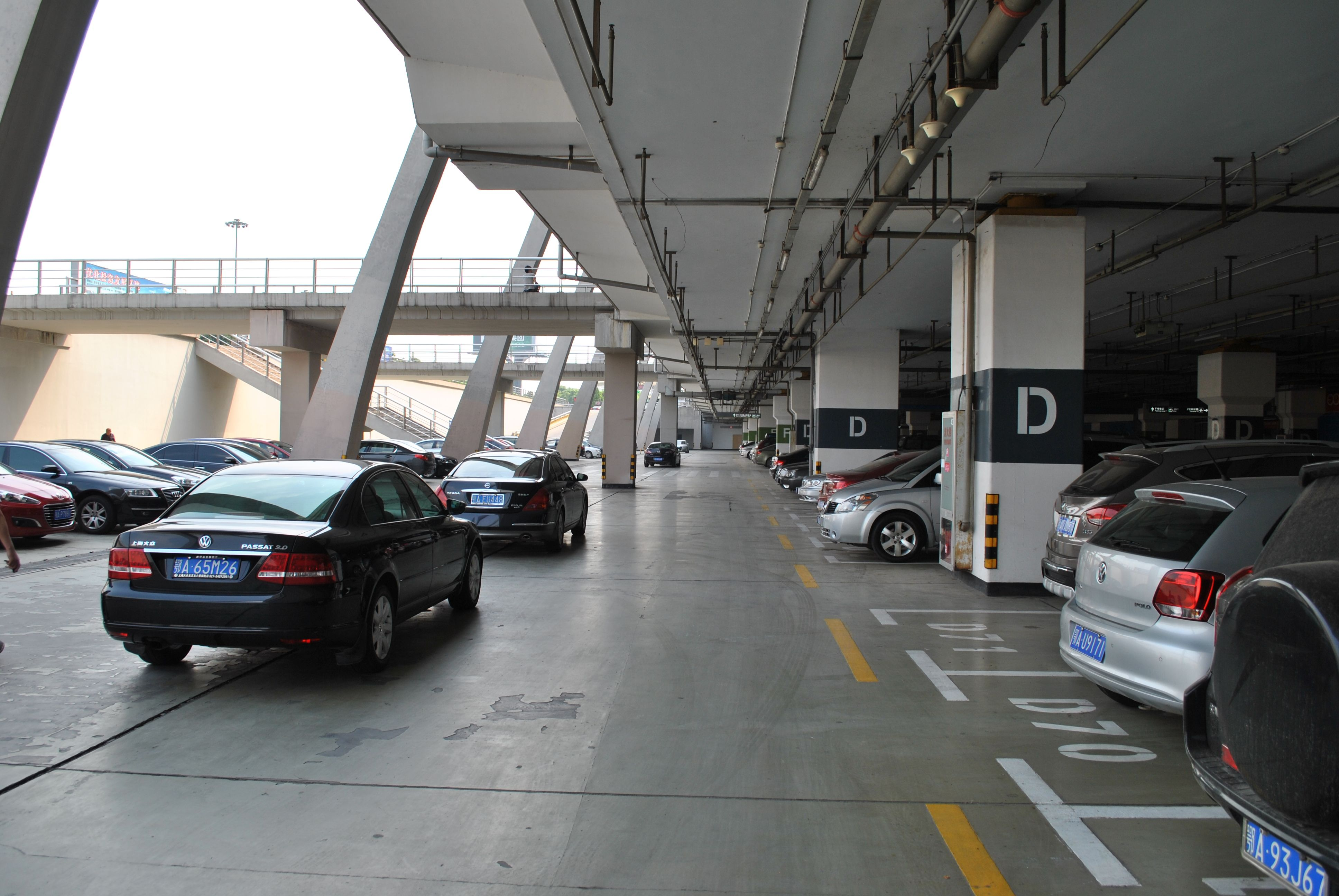
第2ターミナル地下駐車場
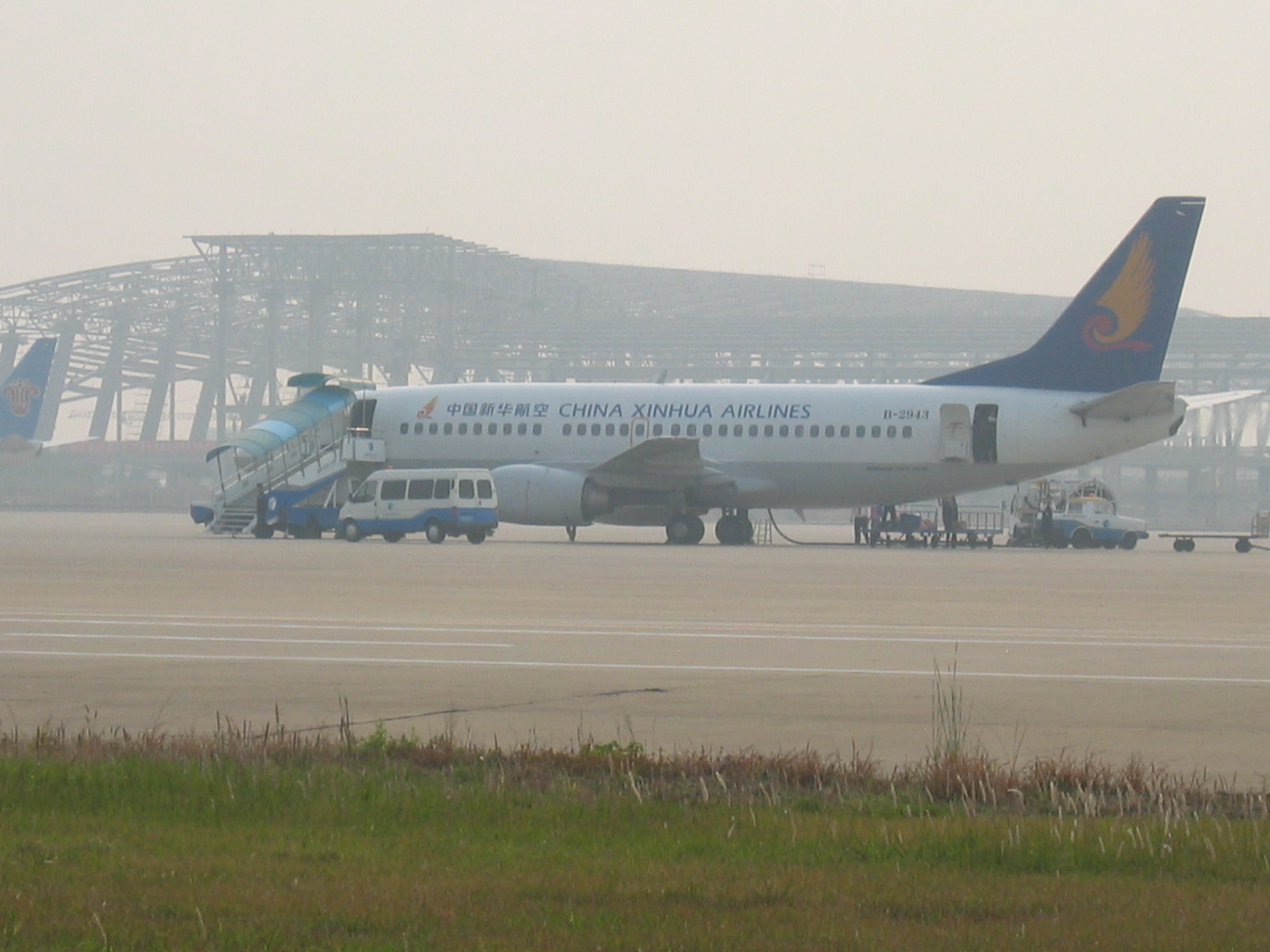
当時建設中の第2ターミナルの附近に駐機する新華航空の機材
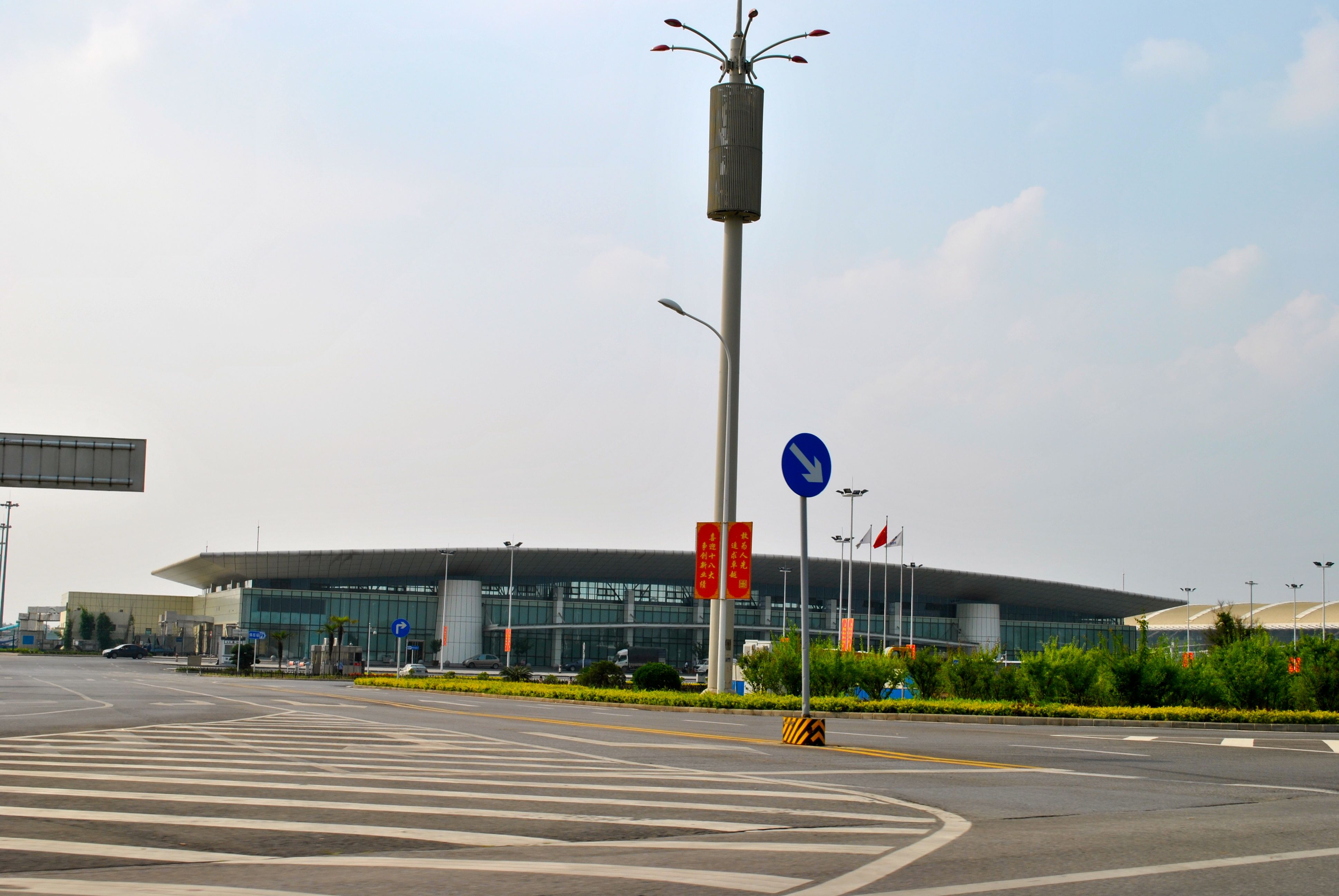
国際線ターミナル
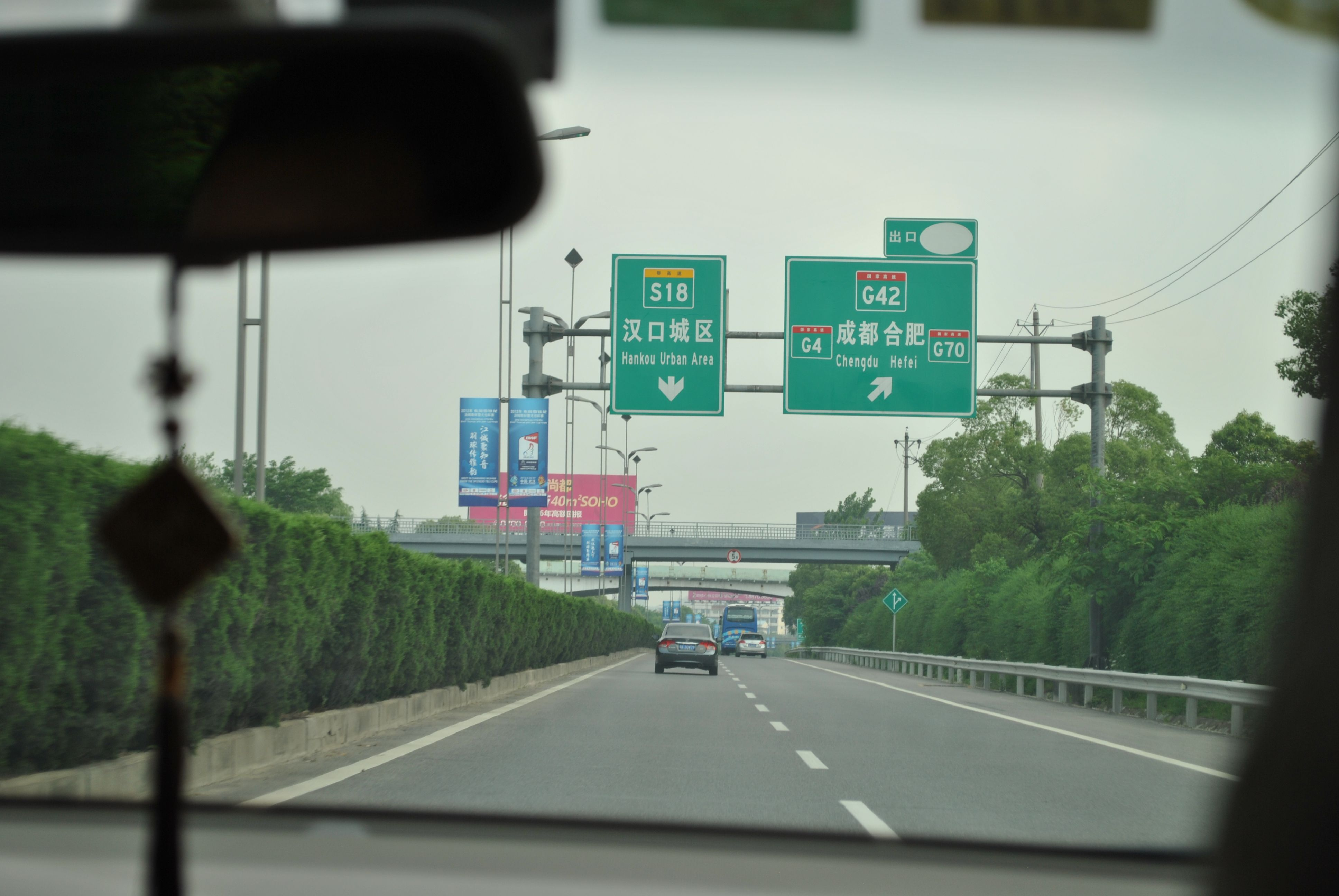
武漢天河機場高速道路(S18)
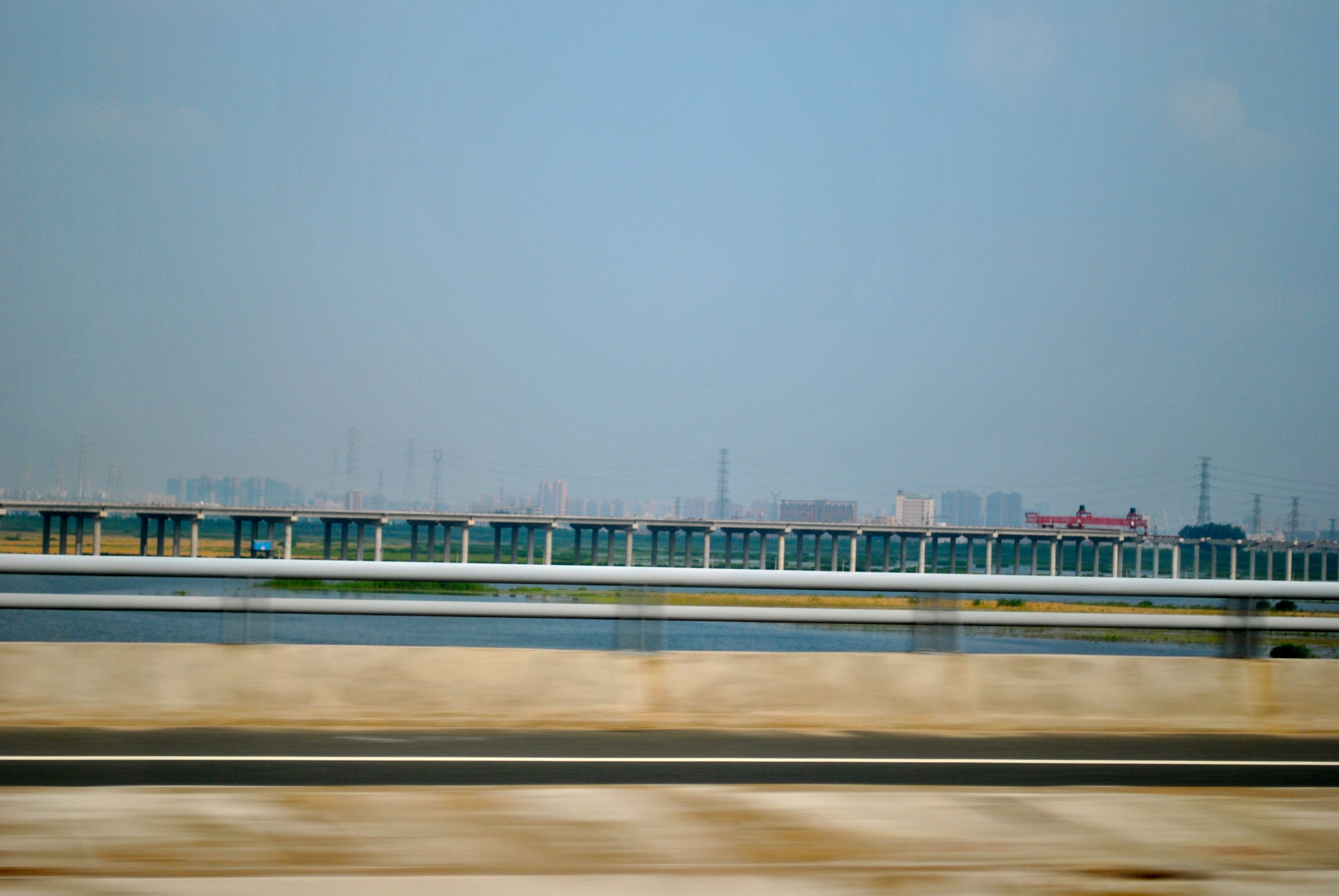
武漢天河機場高速第二通路(S19)
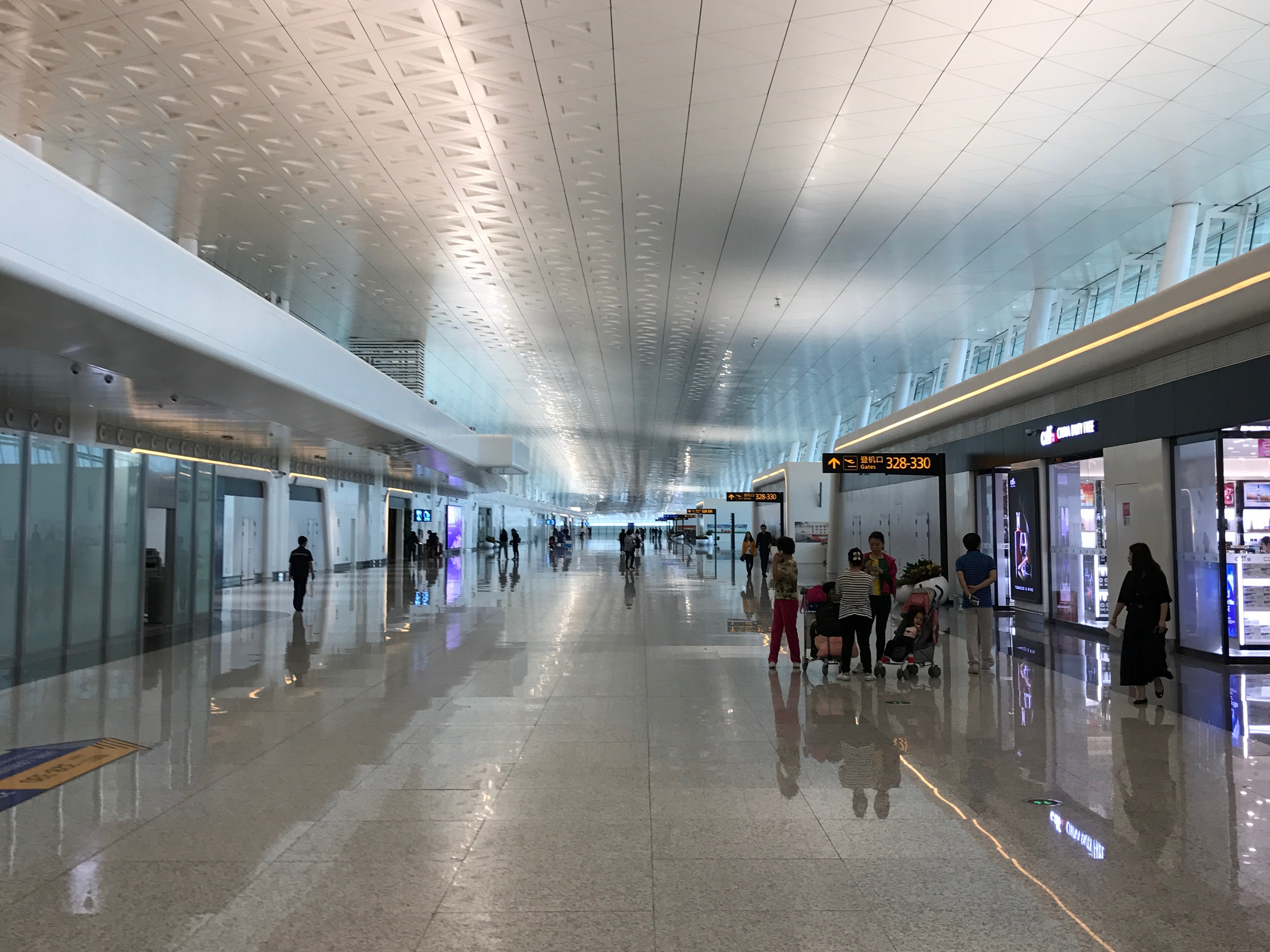
第3ターミナル内部
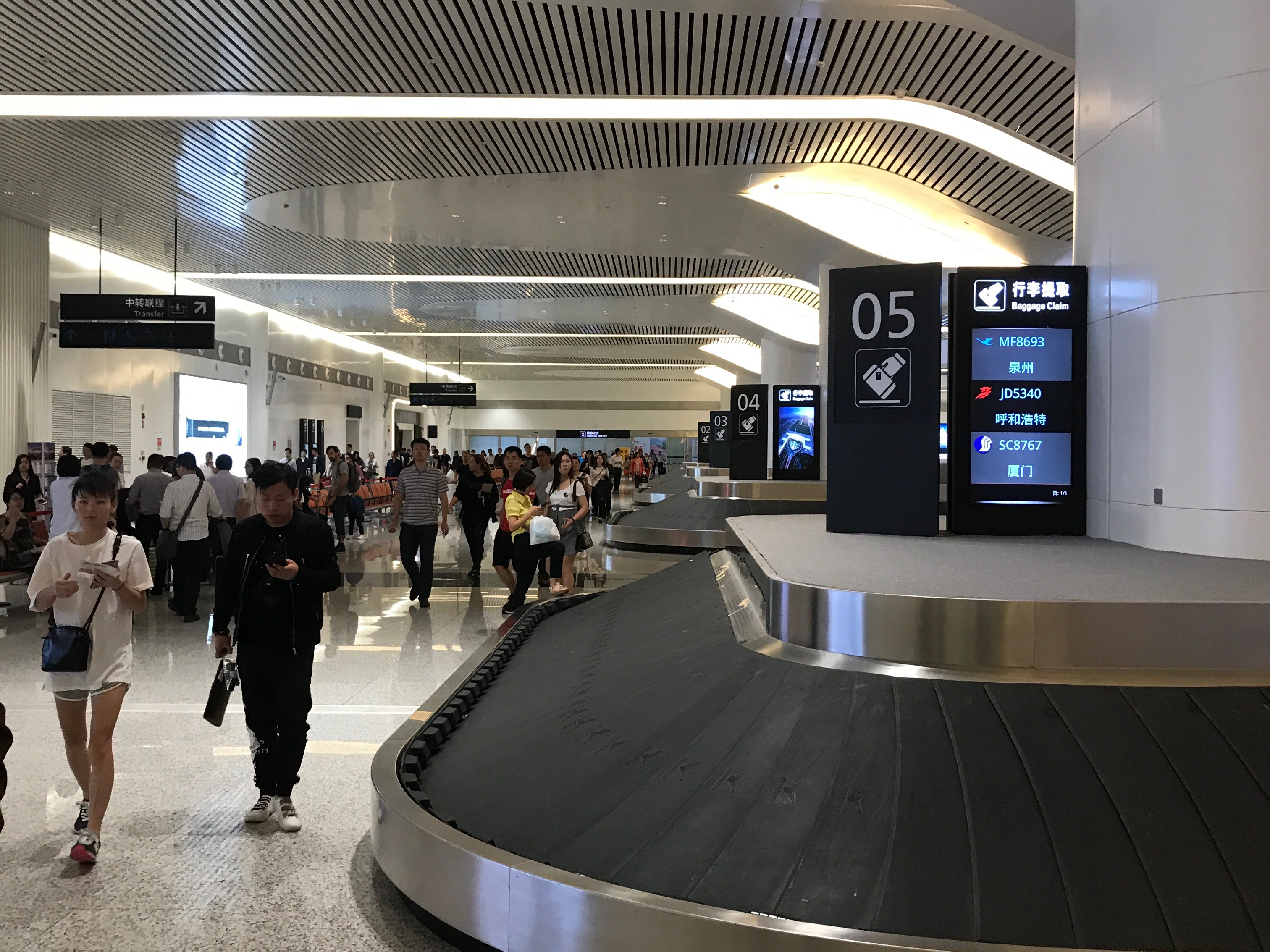
バゲージクレームエリア（第3ターミナル）
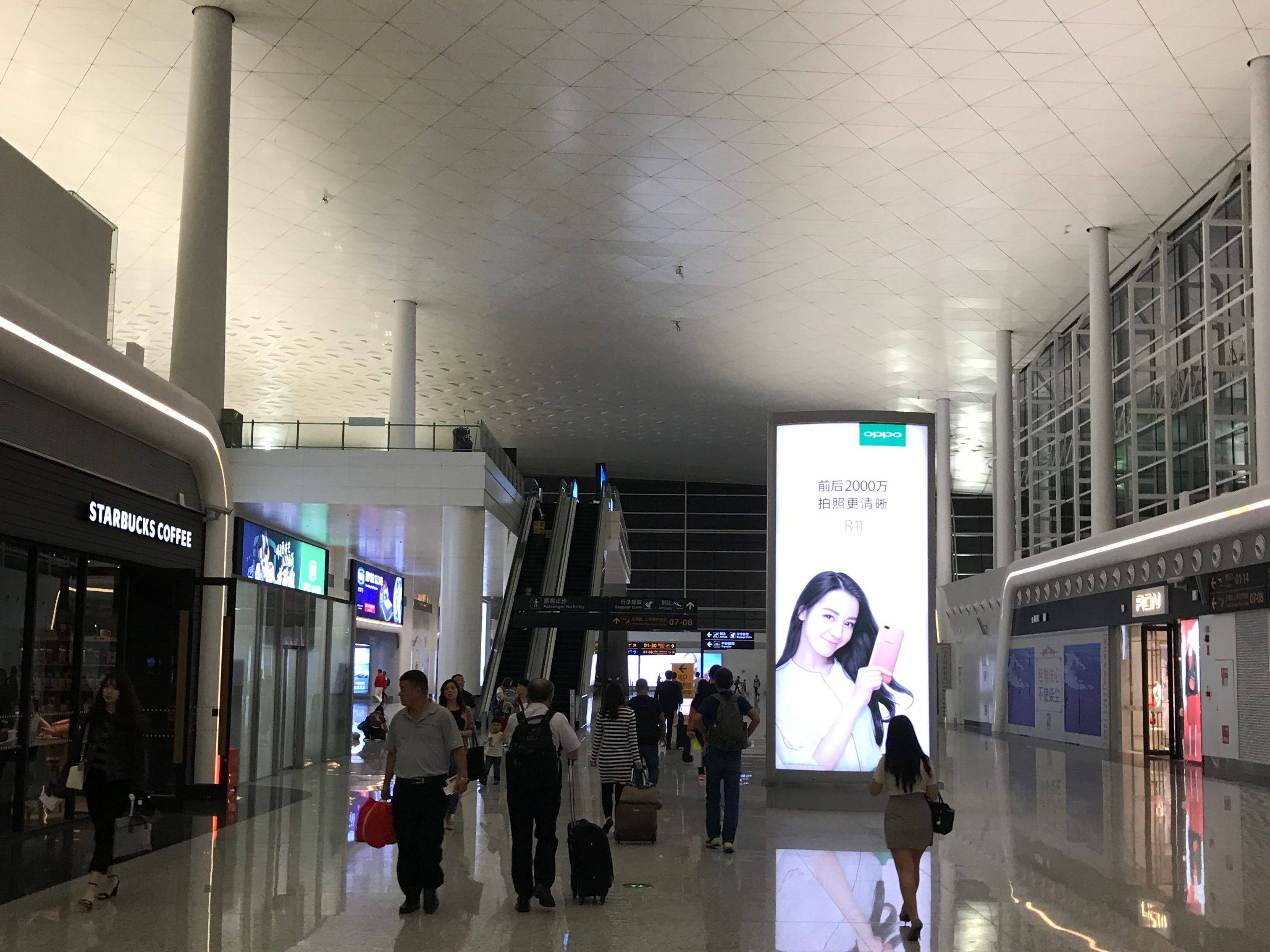
第3ターミナル到着ロビー
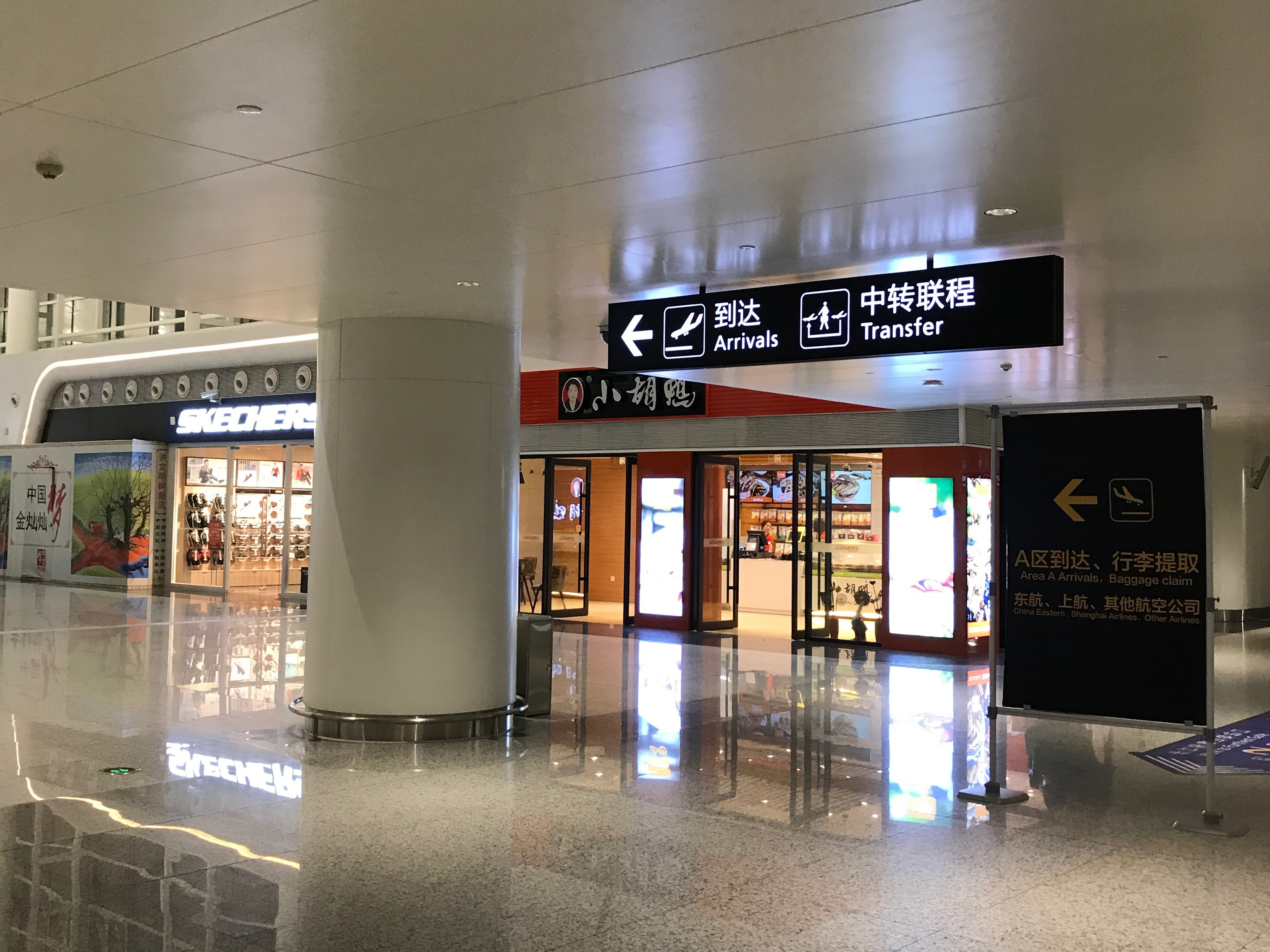
第3ターミナル内部
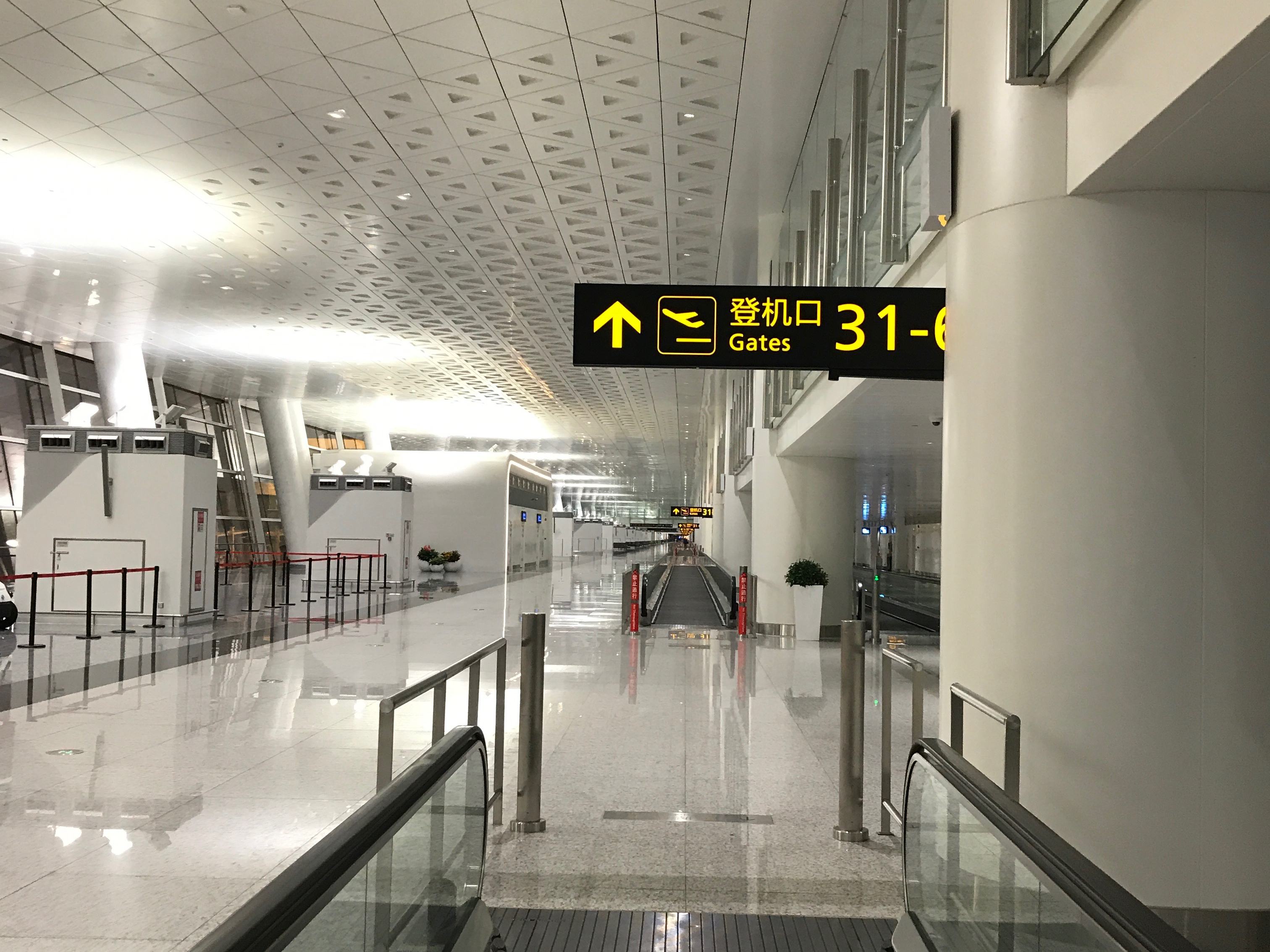
動く歩道（第3ターミナル）
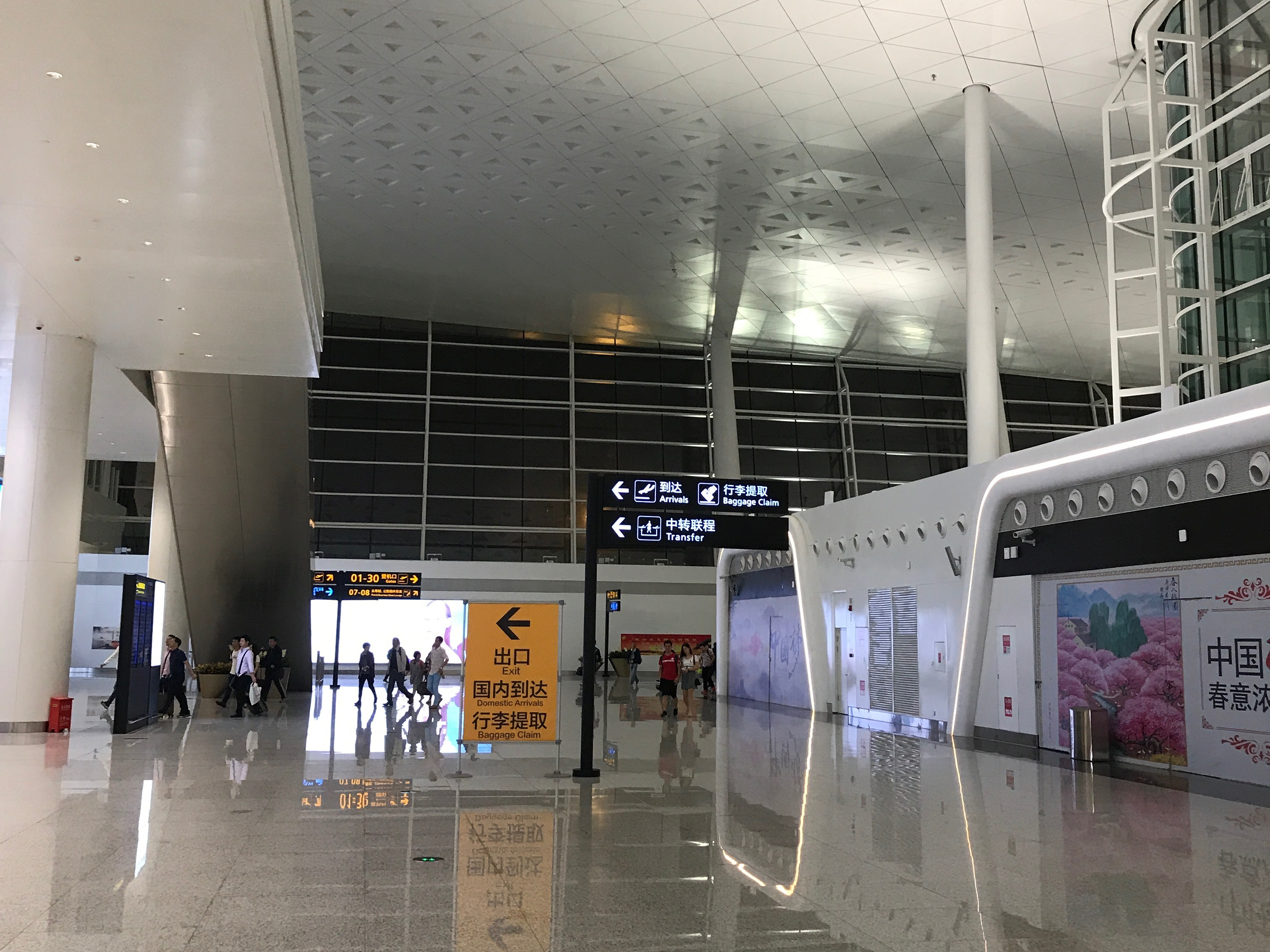
第3ターミナル到着ロビー

### 総合交通センター
第3ターミナルに隣接する総合交通センターで、武漢地下鉄2号線、武孝都市間鉄道、空港バス、タクシーなど交通機関が利用出来る。

2F：駐車場、T3ターミナル第1、第2、第3連絡通路⇔T3ターミナル2F・8号、7号、6号ゲート経由　国内・国際線到着、国内線出発ロビーにつながる
1F：タクシー、空港バスと長距離バスの乗り場（北東口）⇔T3ターミナル　出迎えロビー（南西口）
B1：地下駐車場、武漢地下鉄2号線と武孝都市間鉄道の駅舎
B2：武漢地下鉄2号線と武孝都市間鉄道のプラットホーム

### 滑走路
- 第一滑走路（04L/22R）：
  - 1994年に完成、長さ 3400メートル、幅 45メートル。
  - 計器着陸装置ILS：04L・22RともILSを装備、04LはCAT II。
  - 誘導路：平行誘導路が1本ある。
- 第二滑走路（04R/22L）：
  - 2013年に滑走路の建設を含めた当空港の第三期拡張計画書が中国国務院国家発展改革委員会に許可される。
  - 2016年3月に工事終了。
  - 2016年4月28日にエアバスA380の試離着陸に成功。
  - 2016年8月に運用開始する。長さ 3600メートル、幅 60メートル。コードFの航空機の就航に対応できる。
  - 計器着陸装置ILS：04R・22LともILSを装備、片側はCAT IIIB。
  - 誘導路：平行誘導路が2本ある。

## 空港へのアクセス
当空港は武漢市街からの距離が26kmで、複数の交通手段を利用できる。

### 道路
- 現時点、空港アクセスには、有料道路は武漢天河機場高速道路(S18)、武漢天河機場高速第二通路(S19)と福銀高速道路(G70)北接続線があり、無料道路は黄陂川竜大道がある。空港高速道路は定員7人以下の車の場合、片道15人民元の通行料金がかかる。

### 鉄道・地下鉄
- 武孝都市間鉄道・天河機場駅は総合交通センターの地下1階にあり、武漢市漢口駅行きと孝感市孝感東駅行きの電車は当駅に停車する。又国鉄や都市間鉄道の一部路線と直通運転が行われ、黄岡東駅、大冶北駅、宜昌東駅、十堰駅、襄陽駅発着の電車も当駅で乗降できる。
- 武漢地下鉄2号線・天河機場駅は総合交通センターの地下1階にある。

### バス
2017年現在、湖北公路客運集団有限公司は当空港と市内と接続するバス路線を7本運営している。※COVID-19により運行情報が変わります。
- 空港バス1号線　武昌傅家坡⇔空港
  - 【1号線-上り】：武昌区武珞路傅家坡→武漢天河国際空港
    - 停留所：傅家坡（傅家坡長距離バスターミナル） -- 宏基（宏基バスターミナル） -- 民航小区  -- 天河国際空港第2ターミナル -- 天河国際空港国際線ターミナル
    - 運営時間：6：00～20：00
    - 運賃：32元
    - 発車間隔：7：00～20：00は30分間隔で運行

  - 【1号線-下り】：武漢天河国際空港→武昌区武珞路傅家坡
    - 停留所：天河国際空港第2ターミナル -- 天河国際空港国際線ターミナル  --  琴台  --  傅家坡（傅家坡長距離バスターミナル）
    - 運営時間：8：30～深夜の航空便終了まで
    - 運賃：琴台22元，傅家坡32元
    - 発車間隔：30分間隔で運行、満員時随時発車
- 空港バス2号線　武昌宏基⇔空港
  - 【2号線-上り】：宏基→武漢天河国際空港
    - 停留所：宏基（宏基バスターミナル） -- 民航小区  -- 天河国際空港第2ターミナル -- 天河国際空港国際線ターミナル
    - 運営時間：6：10～20：15
    - 運賃：32元
    - 発車間隔：8：15～20：15は60分間隔で運行（7：00～8：00は運休）

  - 【2号線-下り】：未開通なので、宏基に行く旅客は1号線下り（傅家坡バスターミナルで下車）をご利用いただける（傅家坡バスターミナルから宏基までの歩行距離は1キロ未満）
- 空港バス3号線　漢口新華路⇔空港
  - 【3号線-上り】：解放大道新華路→武漢天河国際空港
    - 停留所：新華路（美聯假日酒店（旧天安ホテル）前） -- 金家墩（金家墩長距離バスターミナル） -- 民航小区 -- 天河国際空港第2ターミナル -- 天河国際空港国際線ターミナル
    - 運営時間：6：20～20：20
    - 運賃：17元
    - 発車間隔：6：35～20：05は30分間隔で運行

  - 【3号線-下り】：武漢天河国際空港→解放大道新華路/航空路
    - 停留所：天河国際空港第2ターミナル -- 天河国際空港国際線ターミナル  --  民航小区  --  金家墩（金家墩長距離バスターミナル）  --  新華路（美聯假日酒店（旧天安ホテル）前）/ 航空路
    - 運営時間：8：30～19：00/航空路で乗降19：00～深夜の航空便終了まで
    - 運賃：17元
    - 発車間隔：30分間隔で運行、満員時随時発車
- 空港バス4号線　漢口金家墩⇔空港
  - 【4号線-上り】：発展大道金家墩→武漢天河国際空港
    - 停留所：金家墩長距離バスターミナル（国鉄漢口駅） -- 民航小区  -- 天河国際空港第2ターミナル -- 天河国際空港国際線ターミナル
    - 運営時間：6：05～20：40
    - 運賃：17元
    - 発車間隔：6：05～20：05は30分間隔で運行

  - 【4号線-下り】：武漢天河国際空港→発展大道金家墩
    - 停留所：天河国際空港第2ターミナル -- 天河国際空港国際線ターミナル  --  民航小区  --  金家墩長距離バスターミナル（国鉄漢口駅）
    - 運営時間：9：00～深夜の航空便終了まで
    - 運賃：17元
    - 発車間隔：30分間隔で運行、満員時随時発車
- 空港バス5号線　国鉄武漢駅（青山区楊春湖）⇔空港（空鉄エクスプレス）
  - 【5号線-上り】：国鉄武漢駅→武漢天河国際空港
    - 停留所：国鉄武漢駅  -- 天河国際空港第2ターミナル -- 天河国際空港国際線ターミナル
    - 運営時間：9:00～19:30
    - 運賃：37元
    - 発車間隔：9:00～18:00は20分間隔で運行（14:40には発車しません）、18:00～19:30は30分間隔で運行

  - 【5号線-下り】：武漢天河国際空港→国鉄武漢駅
    - 停留所：天河国際空港第2ターミナル -- 天河国際空港国際線ターミナル  --  徐東  --  国鉄武漢駅
    - 運営時間：9:20～21:00
    - 運賃：徐東32元、国鉄武漢駅（新幹線）37元
    - 発車間隔：9:20～18:00は20分間隔で運行（14:40には発車しません）、18:00～21:00は30分間隔で運行
- 空港バス6号線　漢陽⇔空港
  - 【6号線-上り】：漢陽大道漢陽バスターミナル→武漢天河国際空港
    - 停留所：漢陽バスターミナル（国鉄漢陽駅周辺） --  天河国際空港第2ターミナル -- 天河国際空港国際線ターミナル
    - 運営時間：7:30、9:00、10:30、12:00、13:30、15:00、16:30、18:00
    - 運賃：22元

  - 【6号線-下り】：武漢天河国際空港→漢陽王家湾→漢陽大道漢陽バスターミナル
    - 停留所：天河国際空港第2ターミナル -- 天河国際空港国際線ターミナル  --  漢陽王家湾  --  漢陽バスターミナル（国鉄漢陽駅周辺）
    - 運営時間：8:50、10:20、11:50、12:20、13:50、15:20、16:50、18:20、19:40
    - 運賃：22元
- 空港バス7号線　新栄バスターミナル⇔空港
  - 【7号線-上り】：新栄バスターミナル→武漢天河国際空港
    - 停留所：新栄バスターミナル（新栄バスターミナル前広場） --  天河国際空港第2ターミナル -- 天河国際空港国際線ターミナル
    - 運営時間：9：00～17:30
    - 運賃：35元
    - 発車間隔：当路線は5人乗りのセダンで、30分間隔で運行、満員時随時発車

  - 【7号線-下り】：武漢天河国際空港国際線ターミナル→新栄バスターミナル
    - 運営時間：国際線の到着便時刻に合わせて運行
    - 運賃：35元
    - 発車間隔：当路線は5人乗りのセダンで、満員時随時発車

## 空港使用料
2012年3月17日に、財政部は『民航発展基金徴収使用管理暫行弁法』（財綜〔2012〕17号）を公布し、中国民用航空局は同年4月1日から国際線（出発のみ）、国内線旅客に対し、空港使用料として、民用航空発展基金を航空券の発券の際に合算徴収している。国内線は50元、国際線は90元。